# Jim Guthrie (Rennfahrer)
Jim Guthrie (* 13. September 1961 in Gadsden, Alabama) ist ein ehemaliger US-amerikanischer Automobilrennfahrer.

## Karriere
Jim Guthrie debütierte 1996 in der Indy Racing League mit mäßigem Erfolg. Als die IRL 1997 zu speziell gefertigten Chassis wechselte, musste Guthrie eine zweite Hypothek aufnehmen, um ein neues Chassis kaufen zu können. Ohne Sponsoren und mit der Gefahr, sein Haus zu verlieren, falls er keinen Erfolg hat, gewann er gleich das zweite Rennen in dem neuen Chassis auf dem Phoenix International Raceway. Für das Indianapolis 500 konnte er Jacuzzi, eine Firma, die Whirlpools herstellt, als Sponsor gewinnen. Somit konnte er die Saison zu Ende fahren, belegte den zwölften Rang im Gesamtklassement und wurde Rookie des Jahres. Im Jahr 1998 nahm er an vier Rennen teil, wurde dann aber beim Indianapolis 500 in einem Unfall schwer verletzt. Seitdem ist er in keinem IRL-Rennen mehr an den Start gegangen.
Guthrie ist nun Besitzer des Rennteams Guthrie Racing, das in der Indy Lights Series an den Start geht.